# Goodmayes
Goodmayes is een wijk in het Londense bestuurlijke gebied Redbridge, in de regio Groot-Londen.

## Geboren in Goodmayes
- Ian Holm (1931-2020), acteur
- Ainsley Maitland-Niles (1997), voetballer